# Ugovor o osiguranju
Ugovor o osiguranju je ugovor između osiguranika i osiguravajućeg društva uz ugovorenu naknadu (premiju). Ugovorom se obvezuje osiguranje da sukladno na načelima uzajamnosti i solidarnosti, osiguravatelj u slučaju da se desi događaj koji predstavlja osigurani slučaj, isplati osiguraniku ili nekoj trećoj osobi ugovoreni financijski iznos.
Može biti primjerice:
- životno osiguranje
- dobrovoljno mirovinsko osiguranje
- osiguranje od posljedica nezgode
- osiguranje motornih vozila
- osiguranje imovine od požara
- osiguranje od elementarnih nepogoda

## Vanjske poveznice
- Poslovni forum